# Uvá
Uvá é um distrito pertencente ao município de Goiás.  Fica 50 quilômetros da Cidade de Goiás, antiga capital do Estado de Goiás. Foi cenário um grupo de imigrantes de origem alemã que por volta de 1924.  